# 597
Раннє Середньовіччя. Триває чума Юстиніана. У Східній Римській імперії продовжується правління Маврикія. Лангобарди частково окупували Італію і утворили в ній Лангобардське королівство. Франкське королівство розділене між спадкоємцями Хлотара I. Іберію займає Вестготське королівство. В Англії розпочався період гептархії. Авари та слов'яни утвердилися на Балканах.
Китай об'єднаний під правлінням династії Суй. Індія роздроблена. В Японії триває період Ямато. У Персії править династія Сассанідів. Степову зону Азії та Східної Європи контролює Тюркський каганат, розділений на Східний та Західний.
На території лісостепової України в VI столітті виділяють пеньківську й празьку археологічні культури. VI століття стало початком швидкого розселення слов'ян. У Північному Причорномор'ї співіснують різні кочові племена, зокрема кутригури, утигури, сармати, булгари, алани, авари, тюрки.

## Події
- Послана Папою Григорієм делегація ченців на чолі з Августином висадилася в Кенті. Августин охрестив кентського короля Етельберта і багатьох його підлеглих.
- Авари вторглися на Балкани й у Фракію. Вони взяли в облогу візантійські війська в Констанці, загрожували Константинополю, але чума змусила їх відступити.

## Померли
- Фредегунда, франкська королева.